# Recentna vrsta
Recentna vrsta (lat. recens = mlad, nedavno) je pojam iz biologije i odnosi se na životinje "koje žive u današnje vrijeme ili su izumrle prije kratkog vremena". Pod recentnim vrstama se dakle podrazumijevaju vrste iz geološke sadašnjosti (holocen, od prije 10.000 godina, do danas). Sve vrste koje su izumrle prije više od 10.000 godina smatraju se fosilima.